# Frostbiten
Frostbiten är en svensk skräck/komedi som hade premiär vid 2006 års upplaga av Göteborg Film Festival.
Filmen är inspirerad av och påminner mycket om filmer som The Lost Boys, Vampyrernas Natt och En amerikansk varulv i London. Den är Sveriges första vampyrfilm. Filmen utspelar sig i ett samhälle i Norrland där polarnatten skapar en perfekt miljö för vampyrer då det inte finns några soltimmar under de mörka vinterdagarna.

## Handling
Ukraina, 1944. Spillrorna av 5. SS-Panzer-Division Wiking flyr från Röda Armén. De lyckas fly in i de ukrainska urskogarna och söker skydd i en stuga, men där möter de en fiende det inte går att vinna över.
Sverige, nutid. Läkaren Annika och hennes tonårsdotter Saga flyttar till en stad långt upp i Norrbotten. Annika har sökt sig till trakten för att arbeta med genetikern Beckert. Mörker och kyla ruvar över staden och allt verkar bli lika tråkigt som Saga föreställt sig. Saga blir dock snart vän med den konstiga goth-tjejen Vega, som verkar mycket mer än vänligt inställd till Saga. Men allt står inte rätt till i den lilla staden. Mystiska kroppar dyker upp på det lokala sjukhuset. Det är någonting som jagar i mörkret! Annika inser alldeles för sent att staden ruvar på en mycket mörk hemlighet och det står snart väldigt klart för stadens invånare att det allra sista man vill höra är att det är mer än en månad kvar till gryningen...

## Rollista
- Petra Nielsen – Annika
- Grete Havnesköld – Saga
- Carl-Åke Eriksson – professor Gerhard Beckert
  - Per Löfberg – Beckert (som ung)
- Jonas Karlström – Sebastian
- Emma T. Åberg – Vega
- Mikael Göransson – Jacob
- Niklas Grönberg – John
- Nour El Refai – Cornelia
- Måns Nathanaelson – Lukas
- Anna Lindholm Rosendahl – Mona
- Gustav Johansson – Joel
- Mikael Tornving – polis
- Jonas Lawes – Robert
- Aurora Roald – Maria
- Anders Carlsson – Rauni
- Malin Vulcano – Ukrainavampyren
- Thomas Hedengran – läkare
- Björn Andersson – dr. Nilsson
- Isidor Torkar – Cornelias pappa
- Erik Dalin – Sander Karlsson
- Kristian Pehrsson – skepnaden
- Patrik Karlson – Udo
- Linn Bülow – tjej på festen
- Madeleine Barwén Trollvik – vampyr på festen

## Om filmen
Filmen är Sveriges första vampyrfilm. Inspelningarna, som främst ägde rum i Kalix och Ystad, påbörjades den 8 mars 2005. Budgeten var 21 miljoner kronor. De flesta utomhusmiljöerna i filmen är från Kalix, många av dem kring kyrkogården. Polisstationen i filmen är Haparandas polisstation. Sjukhusets insida är både sjukhuset i Kalix och lasarettet i Ystad. Filmens gymnasieskola är Manhemsskolan, vilket är en högstadieskola. Etableringsbilderna av staden i filmen är Överkalix.
Frostbiten såldes till över 40 länder och blev den internationellt mest framgångsrika svenska filmen det året. Filmen innehåller över 300 fx shots (jämfört med 55 i Låt den rätte komma in), vilket gjorde den till den mest effektrika svenska filmen genom tiderna fram tills att Kenny Begins slog rekordet. Staffan Linder designade ledarvampyren och fick inspiration från Klaus Kinski i Werner Herzogs Nosferatu. 
Den heltäckande dräkten som Kristian Pehrsson hade på sig för att spela ledarvampyren kostade omkring en kvarts miljon och tog fem timmar att sätta på och två att ta av.
Filmen fick i Sverige åldersgränsen 15 för: Inslag av närgångna, detaljerade och bloddrypande våldsscener, skräckstämning och skrämseleffekter.

## Musik
Filmens musik är komponerad av dansken Anthony Lledo och inspelad av 78-mannaorkestern Slovak National Symphony Orchestra i Bratislava. Lledo komponerade två huvudteman: "Vampyrernas Tema" och "Sagas Tema". "Vampyrernas Tema" är filmens ledmotiv och hörs igenom hela filmen från början till slut. Alla filmens figurer har en egen orkestrering av temat, då alla figurer i filmen till sist förvandlas till vampyrer.
I förtexterna spelas Tiomnaja Notj (mörk natt) av Leonid Utiosov. I eftertexterna spelas The Hives Diabolic Scheme.
1. "Krig"  1:23
2. "Ukraina 1944" 0:53
3. "Den Övergivna Stugan" 1:34
4. "Vampyren" 2:08
5. "Kistan / Frostbiten" 3:35
6. "Saga" 0:31
7. "Påle genom hjärtat" 0:48
8. "Talande Hundar / Köket" 2:03
9. "Rufus, Ondskans Furste" 0:30
10. "Beckerts Historia" 4:48
11. "Sebastians Förvandling" 1:46
12. "Lyktstolp Lunch" 0:42
13. "Du är en av oss!" 1:39
14. "Dem är döda allihop / John Attackerar" 1:43
15. "Jakten" 2:19
16. "Där är du..." 0:56
17. "Som ett X" 0:41
18. "Annika hugger Beckert" 0:42
19. "Brinn i Ljuset" 0:57
20. "Ta dig härifrån för i helvete!" 0:41
21. "Maria" 0:45
22. "Frostbiten Trailer" 1:01

Källa:

## Mottagande
Under premiärvisningen på Göteborgs filmfestival applåderade publiken mitt i filmen.
Frostbiten fick 3 prickar av 6 i Svenska Dagbladet och berömde fotot, specialeffekterna och musiken. Aftonbladet skrev "En genrefilm som både roar och skrämmer. Något liknande blodbadet på ungdomsfesten har aldrig tidigare skådats i svensk film." Göteborgs Posten gav filmen 3 fyrar av 5 möjliga och kallade filmen "en snabb och effektiv skräckfilm". Expressens och Moviezines recensenter var inte lika imponerad och gav båda filmen 2 av 5 i betyg.
Filmforum gav filmen 4/5 i betyg och sa att filmen var en frisk fläkt emot mer vanliga svenska filmer. Cinema gav filmen 3/5 och klagade på att Anders Banke inte gett filmen en tydlig karaktär. Oswalds Popcorn gav filmen 4/10 i betyg.
Filmen fick ganska positivt mottagande av skräckfilmsfantaster. Eatmybrains.com gav filmen 4 av 5 stjärnor. Bloody-disgusting.com gav filmen hela 8/10 och jämförde den positivt med filmer som En amerikansk varulv i London och Ginger Snaps. Recensenten kallade Frostbiten den mest underhållande vampyrfilm han sett sedan 80-talet och att publiken blir insugen i filmen snabbare en vad vampyrerna hann suga blod. Frostbiten vann priset för bästa film på Fantasporto-festivalen 2006 och vann priser för bästa musik, bästa special effekter och bästa make-up på Screamfest Horror Film Festival.
IGN gav filmen 7 av 10 i betyg och sa att filmen hade sina brister men var en väldigt underhållande modern vampyrfilm.
Frostbiten vann priset för bästa film på Porto International Film Festival där filmer som Pans Labyrint, Braindead och Seven belönats med samma pris och blev den första svenska film som någonsin fick det priset. Frostbiten blev den mest inkomstbringande independent-filmen i Ryssland 2006, fick fina recensioner och fick kultstatus i Ryssland. Enligt fotografen Chris Maris pratade man om den bästa svenska filmen sedan Bergman vilket han hade svårt att ta på allvar.
Lars Gyllenhaal menar att Frostbiten var banbrytande i många avseenden, bland annat för att det var den första svenska filmen som någosin tagit upp ämnet om svenskar i strid för Nazityskland och även låtit det ha en viktig inverkan på handlingen. Han kommenterar också att rollfiguren Beckerts bakgrund är ett realistiskt porträtt av en svensk soldat i SS, med undantag för vampyrerna och rekommenderade Frostbiten till alla som gillar skräckkomedier. 
När Frostbiten skulle visas på skräckfilms festivalen Paha Pohjola 2012 recenserade Catariina Salo från hemsidan Yle filmen berättade hon att den gav henne ångest och att hon vill gå redan efter filmen prolog. Hon sa att hon satt kvar och att mot slutet fick hon obehaglighetsgråt när hon såg hur Annika och Saga jagades av vampyrerna och att när filmen var slut så mådde hon fysiskt illa .
I boken Skräck – Boken som Gud glömde berättade regissören Anders Banke för bokens författare Mattias Lindeblad att när Frostbiten visades i Nordkorea på en filmfestival så skrek publiken av fasa genom hela filmen och ingen skrattade åt de humoristiska delarna. Banke gissade att det berodde på att de aldrig sett en vampyrfilm tidigare och inte förstod ironierna och tog allt på blodigt allvar.
Enligt Anders Banke fick filmen en "art-house" stämpel av distributörerna i USA.
I en analys av filmen gjord av Dan Sjöström så noterade han att till skillnad från många andra skräckfilmer där det ofta är något yttre hot som är faran så äts i Frostbiten det lilla samhället upp inifrån av sina egna invånare. Han noterade också att filmen använder sig av flera olika av de arketypiska vampyrerna i filmen, övervampyren (vars namn inte kommer nämnas i denna artikel då det avslöjar en del av filmens handling) är en klassisk tillbakadragen Draculatyp medan tonårsvampyrerna är ett vilt, sadistiskt och anarkistiskt gäng som hämtat ur The Lost Boys, Vega representerar den stereotypa "lesbiska vampyren" populariserad av Sheridan Le Fanus Carmilla , Maria är det odödliga barnet från filmer som En vampyrs bekännelse osv. Sjöström noterar att polisens kamp mot tonårsvampyrerna är en väldigt svart parodi på filmer som Fucking Åmål, Välkommen till festen och Hip hip hora! där uttråkade ungdomar i småstäder försöker revoltera och ungdomsfester går överstyr (här i väldigt blodig variant).

## Priser och utmärkelser
- Best Film Fantasporto 2006
- Best Score Screamfest Horror Film Festival 2006
- Best Makeup Screamfest Horror Film Festival 2006
- Best Special Effects Screamfest Horror Film Festival 2006
- Special Mention Cinénygma Intl Film Festival 2006
- Special Mention for Special Effects Ravenna Nightmare Film Fest 2006[24]